# Iwierzyce (plaats)
Iwierzyce is een dorp in het Poolse woiwodschap Subkarpaten, in het district Ropczycko-sędziszowski. De plaats maakt deel uit van de gemeente Iwierzyce en telt 940 inwoners.